# Lista campionilor la dublu masculin Australian Open
Aceasta este o listă cuprinzătoare a tuturor finalelor de dublu masculin cu campionii rezultați la turneul de tenis Australian Open.

## Campioni

### Campionatele australasiene
| An   | Campioni                                 | Finaliști                                | Scor                                     |
| ---- | ---------------------------------------- | ---------------------------------------- | ---------------------------------------- |
| 1905 | Randolph Lycett Tom Tachell              | Edgar T. Barnard Basil Spence            | 11–9, 8–6, 1–6, 4–6, 6–1                 |
| 1906 | Rodney Heath Anthony Wilding             | Harry Parker Cecil Cleve Cox             | 6–2, 6–4, 6–2                            |
| 1907 | William Gregg Harry Parker               | Horace Rice George Wright                | 6–2, 3–6, 6–2, 6–2                       |
| 1908 | Fred Alexander Alfred Dunlop             | Granville G. Sharp Anthony Wilding       | 6–3, 6–2, 6–1                            |
| 1909 | J. P. Keane Ernie Parker                 | Tom Crooks Anthony Wilding               | 1–6, 6–1, 6–1, 9–7                       |
| 1910 | Ashley Campbell Horace Rice              | Rodney Heath John L. Odea                | 6–3, 6–3, 6–2                            |
| 1911 | Rodney Heath Randolph Lycett             | John Addison Norman Brookes              | 6–2, 7–5, 6–0                            |
| 1912 | James Cecil Parke Charles Dixon          | Alfred Beamish Gordon Lowe               | 6–4, 6–4, 6–2                            |
| 1913 | Alf Hedeman Ernie Parker                 | Harry Parker Roy Taylor                  | 8–6, 4–6, 6–4, 6–4                       |
| 1914 | Ashley Campbell Gerald Patterson         | Rodney Heath Arthur O'Hara Wood          | 7–5, 3–6, 6–3, 6–3                       |
| 1915 | Horace Rice Clarence V. Todd             | Gordon Lowe Bert St. John                | 8–6, 6–4, 7–9, 6–3                       |
| 1916 | Anulat din cauza Primului Război Mondial | Anulat din cauza Primului Război Mondial | Anulat din cauza Primului Război Mondial |
| 1917 | Anulat din cauza Primului Război Mondial | Anulat din cauza Primului Război Mondial | Anulat din cauza Primului Război Mondial |
| 1918 | Anulat din cauza Primului Război Mondial | Anulat din cauza Primului Război Mondial | Anulat din cauza Primului Război Mondial |
| 1919 | Pat O'Hara Wood Ron Thomas               | James Anderson Arthur Lowe               | 7–5, 6–1, 7–9, 3–6, 6–3                  |
| 1920 | Pat O'Hara Wood Ron Thomas               | Horace Rice Roy Taylor                   | 6–1, 6–0, 7–5                            |
| 1921 | Stanley H. Eaton Rice Gemmell            | N. Brearley Edward Stokes                | 7–5, 6–3, 6–3                            |
| 1922 | Jack Hawkes Gerald Patterson             | James Anderson Norman Peach              | 8–10, 6–0, 6–0, 7–5                      |
| 1923 | Pat O'Hara Wood Bert St. John            | Dudley Bullough Horace Rice              | 6–4, 6–3, 3–6, 6–0                       |
| 1924 | James Anderson Norman Brookes            | Pat O'Hara Wood Gerald Patterson         | 6–2, 6–4, 6–3                            |
| 1925 | Pat O'Hara Wood Gerald Patterson         | James Anderson Fred Kalms                | 6–4, 9–7, 7–5                            |
| 1926 | Jack Hawkes Gerald Patterson             | James Anderson Pat O'Hara Wood           | 6–1, 6–4, 6–2                            |

### Campionatele australiene
| An   | Campioni                                           | Finaliști                                          | Scor                                               |
| ---- | -------------------------------------------------- | -------------------------------------------------- | -------------------------------------------------- |
| 1927 | Jack Hawkes Gerald Patterson                       | Pat O'Hara Wood Ian McInnes                        | 8–6, 6–1, 6–2                                      |
| 1928 | Jean Borotra Jacques Brugnon                       | James Willard Edgar Moon                           | 6–2, 4–6, 6–4, 6–4                                 |
| 1929 | Jack Crawford Harry Hopman                         | Jack Cummings Edgar Moon                           | 6–1, 6–8, 4–6, 6–1, 6–3                            |
| 1930 | Jack Crawford Harry Hopman                         | Jack Hawkes Tim Fitchett                           | 8–6, 6–1, 2–6, 6–3                                 |
| 1931 | Charles Donohoe Ray Dunlop                         | Jack Crawford Harry Hopman                         | 8–6, 6–2, 5–7, 7–9, 6–4                            |
| 1932 | Jack Crawford Edgar Moon                           | Harry Hopman Gerald Patterson                      | 4–6, 6–4, 12–10, 6–3                               |
| 1933 | Keith Gledhill Ellsworth Vines                     | Jack Crawford Edgar Moon                           | 6–4, 10–8, 6–2                                     |
| 1934 | Pat Hughes Fred Perry                              | Adrian Quist Don Turnbull                          | 6–8, 6–3, 6–4, 3–6, 6–3                            |
| 1935 | Jack Crawford Vivian McGrath                       | Pat Hughes Fred Perry                              | 6–4, 8–6, 6–2                                      |
| 1936 | Adrian Quist Don Turnbull                          | Jack Crawford Vivian McGrath                       | 6–8, 6–2, 6–1, 3–6, 6–2                            |
| 1937 | Adrian Quist Don Turnbull                          | John Bromwich Jack Harper                          | 6–2, 9–7, 1–6, 6–8, 6–4                            |
| 1938 | John Bromwich Adrian Quist                         | Gottfried von Cramm Henner Henkel                  | 7–5, 6–4, 6–0                                      |
| 1939 | John Bromwich Adrian Quist                         | Colin Long Don Turnbull                            | 6–4, 7–5, 6–2                                      |
| 1940 | John Bromwich Adrian Quist                         | Jack Crawford Vivian McGrath                       | 6–3, 7–5, 6–1                                      |
| 1941 | Anulat din cauza celui de-Al Doilea Război Mondial | Anulat din cauza celui de-Al Doilea Război Mondial | Anulat din cauza celui de-Al Doilea Război Mondial |
| 1942 | Anulat din cauza celui de-Al Doilea Război Mondial | Anulat din cauza celui de-Al Doilea Război Mondial | Anulat din cauza celui de-Al Doilea Război Mondial |
| 1943 | Anulat din cauza celui de-Al Doilea Război Mondial | Anulat din cauza celui de-Al Doilea Război Mondial | Anulat din cauza celui de-Al Doilea Război Mondial |
| 1944 | Anulat din cauza celui de-Al Doilea Război Mondial | Anulat din cauza celui de-Al Doilea Război Mondial | Anulat din cauza celui de-Al Doilea Război Mondial |
| 1945 | Anulat din cauza celui de-Al Doilea Război Mondial | Anulat din cauza celui de-Al Doilea Război Mondial | Anulat din cauza celui de-Al Doilea Război Mondial |
| 1946 | John Bromwich Adrian Quist                         | Max Newcombe Leonard Schwartz                      | 6–3, 6–1, 9–7                                      |
| 1947 | John Bromwich Adrian Quist                         | Frank Sedgman George Worthington                   | 6–1, 6–3, 6–1                                      |
| 1948 | John Bromwich Adrian Quist                         | Frank Sedgman Colin Long                           | 1–6, 6–8, 9–7, 6–3, 8–6                            |
| 1949 | John Bromwich Adrian Quist                         | Geoffrey Brown Bill Sidwell                        | 1–6, 7–5, 6–2, 6–3                                 |
| 1950 | John Bromwich Adrian Quist                         | Jaroslav Drobný Eric Sturgess                      | 6–3, 5–7, 4–6, 6–3, 8–6                            |
| 1951 | Frank Sedgman Ken McGregor                         | John Bromwich Adrian Quist                         | 11–9, 2–6, 6–3, 4–6, 6–3                           |
| 1952 | Frank Sedgman Ken McGregor                         | Don Candy Mervyn Rose                              | 6–4, 7–5, 6–3                                      |
| 1953 | Lew Hoad Ken Rosewall                              | Don Candy Mervyn Rose                              | 9–11, 6–4, 10–8, 6–4                               |
| 1954 | Mervyn Rose Rex Hartwig                            | Neale Fraser Clive Wilderspin                      | 6–3, 6–4, 6–2                                      |
| 1955 | Vic Seixas Tony Trabert                            | Lew Hoad Ken Rosewall                              | 6–3, 6–2, 2–6, 3–6, 6–1                            |
| 1956 | Lewis Hoad Ken Rosewall                            | Don Candy Mervyn Rose                              | 10–8, 13–11, 6–4                                   |
| 1957 | Neale Fraser Lew Hoad                              | Malcolm Anderson Ashley Cooper                     | 6–3, 8–6, 6–4                                      |
| 1958 | Ashley Cooper Neale Fraser                         | Roy Emerson Bob Mark                               | 7–5, 6–8, 3–6, 6–3, 7–5                            |
| 1959 | Rod Laver Bob Mark                                 | Don Candy Robert Howe                              | 9–7, 6–4, 6–2                                      |
| 1960 | Rod Laver Bob Mark                                 | Roy Emerson Neale Fraser                           | 1–6, 6–2, 6–4, 6–4                                 |
| 1961 | Rod Laver Bob Mark                                 | Roy Emerson Martin Mulligan                        | 6–3, 7–5, 3–6, 9–11, 6–2                           |
| 1962 | Roy Emerson Neale Fraser                           | Bob Hewitt Fred Stolle                             | 4–6, 4–6, 6–1, 6–4, 11–9                           |
| 1963 | Bob Hewitt Fred Stolle                             | Ken Fletcher John Newcombe                         | 6–2, 3–6, 6–3, 3–6, 6–3                            |
| 1964 | Bob Hewitt Fred Stolle                             | Roy Emerson Ken Fletcher                           | 6–4, 7–5, 3–6, 4–6, 14–12                          |
| 1965 | John Newcombe Tony Roche                           | Roy Emerson Fred Stolle                            | 3–6, 4–6, 13–11, 6–3, 6–4                          |
| 1966 | Roy Emerson Fred Stolle                            | John Newcombe Tony Roche                           | 7–9, 6–3, 6–8, 14–12, 12–10                        |
| 1967 | John Newcombe Tony Roche                           | Bill Bowrey Owen Davidson                          | 3–6, 6–3, 7–5, 6–8, 8–6                            |
| 1968 | Dick Crealy Allan Stone                            | Terry Addison Ray Keldie                           | 10–8, 6–4, 6–3                                     |

### Australian Open
| An         | Campioni                                      | Finaliști                                     | Scor                                          |
| ---------- | --------------------------------------------- | --------------------------------------------- | --------------------------------------------- |
| 1969       | Rod Laver Roy Emerson                         | Ken Rosewall Fred Stolle                      | 6–4, 6–4                                      |
| 1970       | Bob Lutz Stan Smith                           | John Alexander Phil Dent                      | 8–6, 6–3, 6–4                                 |
| 1971       | John Newcombe Tony Roche                      | Tom Okker Marty Riessen                       | 6–2, 7–6                                      |
| 1972       | Ken Rosewall Owen Davidson                    | Ross Case Geoff Masters                       | 3–6, 7–6, 6–2                                 |
| 1973       | John Newcombe Malcolm Anderson                | John Alexander Phil Dent                      | 6–3, 6–4, 7–6                                 |
| 1974       | Ross Case Geoff Masters                       | Syd Ball Bob Giltinan                         | 6–7, 6–3, 6–4                                 |
| 1975       | John Alexander Phil Dent                      | Bob Carmichael Allan Stone                    | 6–3, 7–6                                      |
| 1976       | John Newcombe Tony Roche                      | Ross Case Geoff Masters                       | 7–6, 6–4                                      |
| 1977 (ian) | Arthur Ashe Tony Roche                        | Charlie Pasarell Erik van Dillen              | 6–4, 6–4                                      |
| 1977 (dec) | Ray Ruffels Allan Stone                       | John Alexander Phil Dent                      | 7–6, 7–6                                      |
| 1978       | Wojtek Fibak Kim Warwick                      | Paul Kronk Cliff Letcher                      | 7–6, 7–5                                      |
| 1979       | Peter McNamara Paul McNamee                   | Paul Kronk Cliff Letcher                      | 7–6, 6–2                                      |
| 1980       | Mark Edmondson Kim Warwick                    | Peter McNamara Paul McNamee                   | 7–5, 6–4                                      |
| 1981       | Mark Edmondson Kim Warwick                    | Hank Pfister John Sadri                       | 6–3, 6–7, 6–3                                 |
| 1982       | John Alexander John Fitzgerald                | Andy Andrews John Sadri                       | 6–4, 7–6                                      |
| 1983       | Mark Edmondson Paul McNamee                   | Steve Denton Sherwood Stewart                 | 6–3, 7–6                                      |
| 1984       | Mark Edmondson Sherwood Stewart               | Joakim Nyström Mats Wilander                  | 6–2, 6–2, 7–5                                 |
| 1985       | Paul Annacone Christo van Rensburg            | Mark Edmondson Kim Warwick                    | 3–6, 7–6, 6–4, 6–4                            |
| 1986       | Fără competiție (din cauza modificării datei) | Fără competiție (din cauza modificării datei) | Fără competiție (din cauza modificării datei) |
| 1987       | Stefan Edberg Anders Järryd                   | Peter Doohan Laurie Warder                    | 6–4, 6–4, 7–6                                 |
| 1988       | Rick Leach Jim Pugh                           | Jeremy Bates Peter Lundgren                   | 6–3, 6–2, 6–3                                 |
| 1989       | Rick Leach Jim Pugh                           | Darren Cahill Mark Kratzmann                  | 6–4, 6–4, 6–4                                 |
| 1990       | Pieter Aldrich Danie Visser                   | Grant Connell Glenn Michibata                 | 6–4, 4–6, 6–1, 6–4                            |
| 1991       | Scott Davis David Pate                        | Patrick McEnroe David Wheaton                 | 6–7, 7–6, 6–3, 7–5                            |
| 1992       | Todd Woodbridge Mark Woodforde                | Kelly Jones Rick Leach                        | 6–4, 6–3, 6–4                                 |
| 1993       | Danie Visser Laurie Warder                    | John Fitzgerald Anders Järryd                 | 6–4, 6–3, 6–4                                 |
| 1994       | Jacco Eltingh Paul Haarhuis                   | Byron Black Jonathan Stark                    | 6–7, 6–3, 6–4, 6–3                            |
| 1995       | Jared Palmer Richey Reneberg                  | Mark Knowles Daniel Nestor                    | 6–3, 3–6, 6–3, 6–2                            |
| 1996       | Stefan Edberg Petr Korda                      | Sébastien Lareau Alex O'Brien                 | 7–5, 7–5, 4–6, 6–1                            |
| 1997       | Todd Woodbridge Mark Woodforde                | Sébastien Lareau Alex O'Brien                 | 4–6, 7–5, 7–5, 6–3                            |
| 1998       | Jonas Björkman Jacco Eltingh                  | Todd Woodbridge Mark Woodforde                | 6–2, 5–7, 2–6, 6–4, 6–3                       |
| 1999       | Jonas Björkman Patrick Rafter                 | Leander Paes Mahesh Bhupathi                  | 6–3, 4–6, 6–4, 6–7(10–12), 6–4                |
| 2000       | Ellis Ferreira Rick Leach                     | Wayne Black Andrew Kratzmann                  | 6–4, 3–6, 6–3, 3–6, 18–16                     |
| 2001       | Jonas Björkman Todd Woodbridge                | Byron Black David Prinosil                    | 6–1, 5–7, 6–4, 6–4                            |
| 2002       | Mark Knowles Daniel Nestor                    | Fabrice Santoro Michaël Llodra                | 7–6(7–4), 6–3                                 |
| 2003       | Fabrice Santoro Michaël Llodra                | Mark Knowles Daniel Nestor                    | 6–4, 3–6, 6–3                                 |
| 2004       | Fabrice Santoro Michaël Llodra                | Mike Bryan Bob Bryan                          | 7–6(7–4), 6–3                                 |
| 2005       | Wayne Black Kevin Ullyett                     | Mike Bryan Bob Bryan                          | 6–4, 6–4                                      |
| 2006       | Mike Bryan Bob Bryan                          | Martin Damm Leander Paes                      | 4–6, 6–3, 6–4                                 |
| 2007       | Mike Bryan Bob Bryan                          | Max Mirnyi Jonas Björkman                     | 7–5, 7–5                                      |
| 2008       | Jonathan Erlich Andy Ram                      | Arnaud Clément Michaël Llodra                 | 7–5, 7–6(7–4)                                 |
| 2009       | Mike Bryan Bob Bryan                          | Mahesh Bhupathi Mark Knowles                  | 2–6, 7–5, 6–0                                 |
| 2010       | Mike Bryan Bob Bryan                          | Daniel Nestor Nenad Zimonjić                  | 6–3, 6–7(5–7), 6–3                            |
| 2011       | Mike Bryan Bob Bryan                          | Mahesh Bhupathi Leander Paes                  | 6–3, 6–4                                      |
| 2012       | Leander Paes Radek Štěpánek                   | Mike Bryan Bob Bryan                          | 7–6(7–1), 6–2                                 |
| 2013       | Mike Bryan Bob Bryan                          | Robin Haase Igor Sijsling                     | 6–3, 6–4                                      |
| 2014       | Łukasz Kubot Robert Lindstedt                 | Eric Butorac Raven Klaasen                    | 6–3, 6–3                                      |
| 2015       | Simone Bolelli Fabio Fognini                  | Pierre-Hugues Herbert Nicolas Mahut           | 6–4, 6–4                                      |
| 2016       | Jamie Murray Bruno Soares                     | Daniel Nestor Radek Štěpánek                  | 2–6, 6–4, 7–5                                 |
| 2017       | Henri Kontinen John Peers                     | Bob Bryan Mike Bryan                          | 7–5, 7–5                                      |
| 2018       | Oliver Marach Mate Pavić                      | Juan Sebastián Cabal Robert Farah             | 6–4, 6–4                                      |
| 2019       | Pierre-Hugues Herbert Nicolas Mahut           | Henri Kontinen John Peers                     | 6–4, 7–6(7–1)                                 |
| 2020       | Rajeev Ram Joe Salisbury                      | Max Purcell Luke Saville                      | 6–4, 6–2                                      |
| 2021       | Filip Polášek Ivan Dodig                      | Rajeev Ram Joe Salisbury                      | 6–3, 6–4                                      |
| 2022       | Thanasi Kokkinakis Nick Kyrgios               | Matthew Ebden Max Purcell                     | 7–5, 6–4                                      |
| 2023       | Rinky Hijikata Jason Kubler                   | Hugo Nys Jan Zieliński                        | 6–4, 7–6(7–4)                                 |
| 2024       | Rohan Bopanna Matthew Ebden                   | Simone Bolelli Andrea Vavassori               | 7–6(7–0), 7–5                                 |
| 2025       | Harri Heliövaara Henry Patten                 | Simone Bolelli Andrea Vavassori               | 6–7(16–18), 7–6(7–5), 6–3                     |